# Alfred Sosgórnik
Alfred Sosgórnik (* 16. August 1933 in Zawadzkie, Provinz Oberschlesien; † 8. Februar 2013) war ein polnischer Kugelstoßer.
Bei den Europameisterschaften 1958 in Stockholm wurde er Achter und bei den Olympischen Spielen 1960 in Rom Sechster.
1962 gewann er Bronze bei den Europameisterschaften in Belgrad. Bei den Olympischen Spielen 1964 in Tokio schied er in der Qualifikation aus, und bei den Europameisterschaften 1966 in Budapest wurde er Vierter.
Sechsmal wurde er Polnischer Meister (1958–1962, 1965). Seine persönliche Bestleistung von 19,24 m stellte er am 12. Mai 1963 in Elbląg auf.